# He's My Girl
He's My Girl es una película de comedia estadounidense de 1987, dirigida por Gabrielle Beaumont e protagonizada por David Hallyday y TK Carter.

## Trama
Bryan (David Hallyday) es cantante y su mejor amigo Reggie (TK Carter) es su manager. Ambos residen en Missouri. Para ayudar a avanzar en su carrera musical, Reggie inscribe a Bryan en una competencia para ganar un viaje a Los Ángeles. Bryan gana, pero tiene que traer a una chica con él. Para poder ir, Reggie se hace pasar por una chica.
Cuando la pareja llega a Los Ángeles, Bryan se enamora de Lisa (Jennifer Tilly) y Reggie se enamora de Tasha (Misha McK). Ambos persiguen a su amor mientras tienen que mantener su tapadera. Las cosas salen cómicamente mal y tienen que aclarar el desastre.

## Elenco
- TK Carter como Reggie/Regina
- David Hallyday como Bryan
- Misha McK como Tasha
- Warwick Sims como Simon Sledge
- Jennifer Tilly como Lisa
- Mónica Parker como Sally
- Bibi Besch como Marcia
- David Clennon como Mason Morgan
- Robert Clotworthy como Jeffrey

## Música
El tema principal, "He's My Girl", fue cantado por Hallyday y lanzado como sencillo en agosto de 1987. Alcanzó el puesto 79 en el Billboard Hot 100 de EE. UU. y el puesto 72 en Cash Box.

## Recepción
Rita Kempley de The Washington Post dijo: 

"El transgénero (He's My Girl) está travestido y no tiene adónde ir. Es una farsa tan rancia que lo único que se puede hacer es hacer picatostes".

Janet Maslin de The New York Times escribió: 

"He's My Girl al menos es relativamente sencillo gracias al Sr. Carter, quien es felizmente demasiado confiado e incluso convincente en su papel. Más allá de eso, la película tiene poco que recomendar".